# ОФК шампионат у фудбалу за жене 2007.
ОФК првенство за жене 2010. било је осмо ОФК првенство у женском фудбалу (познато и као Куп женских нација ОФК-а). Турнир је одржан у граду Лау на Папуи Нова Гвинеја. Турнир је такође био познат и као ОФК квалификације за Светско првенство за жене, пошто се победница квалификовала за Светско првенство у фудбалу за жене 2007.
Нови Зеланд никада није изгубио меч од своје три супарнице на ОФК шампионату за жене, а најближи резултат је била победа од 2:0 над Папуом Новом Гвинејом 1995. године. Најављено је да ће учествовати Кукова острва, Фиџи, Нова Каледонија, Самоа, Тахити и Вануату, али су се повукли пре него што је турнир организован.
Нови Зеланд је освојио турнир и квалификовао се за своје прво ФИФА Светско првенство за жене после 16 година.

## Екипе учеснице
У "курзиву" дебитанти.
| Екипе учеснице | Екипе учеснице     | Екипе учеснице    | Екипе учеснице |
| -------------- | ------------------ | ----------------- | -------------- |
| Нови Зеланд    | Папуа Нова Гвинеја | Соломонска острва | Тонга          |

## Табела и резултати
| Екипа              | Ута | Поб | Нер | Изг | ГД | ГП | ГР  | Бод | Note                                                                     |
| ------------------ | --- | --- | --- | --- | -- | -- | --- | --- | ------------------------------------------------------------------------ |
| Нови Зеланд        | 3   | 3   | 0   | 0   | 21 | 1  | +20 | 9   | Шампиони и квалификовале се за Светско првенство у фудбалу за жене 2007. |
| Папуа Нова Гвинеја | 3   | 2   | 0   | 1   | 7  | 8  | –1  | 6   |                                                                          |
| Тонга              | 3   | 0   | 1   | 2   | 1  | 7  | –6  | 1   |                                                                          |
| Соломонова Острва  | 3   | 0   | 1   | 2   | 1  | 14 | –13 | 1   |                                                                          |

| Нови Зеланд                                                                       | 6 : 1    | Тонга         |
| --------------------------------------------------------------------------------- | -------- | ------------- |
| Кирсти Јалоп 8’, 73’ · Венди Хендерсон 13’, 53’ · Еби Ерцег 17’ · Зое Томпсон 81’ | Извештај | Васи Феке 85’ |

| Папуа Нова Гвинеја                                                         | 6 : 1    | Соломонова Острва |
| -------------------------------------------------------------------------- | -------- | ----------------- |
| Жакелина Чалау 8’, 48’ · Деслин Синиу 40’, 50’, 66’ · Одри Гало 45’ (а.г.) | Извештај | Пруденс Фула 44’  |

| Нови Зеланд                                                                                            | 8 : 0    | Соломонова Острва |
| --- | -------- | ----------------- |
| Симон Ферара 4’, 22’ · Ники Смит 32’, 45+2’, 62’ · Риа Персивал 38’ · Ребека Смит 52’ · Ема Кете 90+1’ | Извештај |                   |

| Папуа Нова Гвинеја                   | 1 : 0    | Тонга |
| ------------------------------------ | -------- | ----- |
| Меле Ваисика Махе Ниукапу 63’ (а.г.) | Извештај |       |

| Папуа Нова Гвинеја | 0 : 7    | Нови Зеланд                                                                                                   |
| ------------------ | -------- | --- |
|                    | Извештај | Ники Смит 20’ · Зое Томпсон 23’ · Риа Персивал 26’ · Кирсти Јалоп 30’, 65’ · Ана Грин 63’ · Хејлеј Морвуд 85’ |

| Тонга | 0 : 0 | Соломонова Острва |
| ----- | ----- | ----------------- |
|       |       |                   |

## Голгетерке
4. гола
- Ники Смит
- Кирсти Јалоп

3. гола
- Деслин Синиу